# Margattea beauvoisii
Margattea beauvoisii es una especie de cucaracha del género Margattea, familia Ectobiidae. Fue descrita científicamente por Walker en 1868.
Habita en Sierra Leona, Camerún, Gabón y Angola.